# Silence (Film)
Silence ist ein Filmdrama von Martin Scorsese aus dem Jahr 2016. Das von Scorsese und Jay Cocks verfasste Drehbuch basiert auf dem Roman Chinmoku (dt. Schweigen) des römisch-katholischen japanischen Autors Endō Shūsaku aus den 1960er Jahren. In den Hauptrollen sind Andrew Garfield und Adam Driver zu sehen, die zwei Jesuiten verkörpern; Liam Neeson spielt ihren ehemaligen Mentor, auf dessen Suche sich die Figuren begeben.

## Handlung
1638 in Portugal. Die beiden jungen Jesuiten Sebastião Rodrigues und Francisco Garupe reisen gemeinsam nach Japan, um Sebastiãos ehemaligen Mentor, den prominenten Jesuiten Cristóvão Ferreira, ausfindig zu machen. Gerüchten zufolge soll Ferreira der Apostasie verfallen sein. Beide weigern sich, dies zu glauben.
Ihr Weg führt sie zunächst in die portugiesische Kolonie Macau. Sie lernen den verstoßenen Konvertiten Kichijiro unter dubiosen Umständen kennen und segeln trotzdem mit seiner Hilfe heimlich nach Japan. Dort werden sie in dem Dorf Tomogi von einer im Untergrund lebenden christlichen Gemeinde empfangen. Ohne Priester wird dort nur das Sakrament der Taufe weitergegeben. Die Priester erfahren, dass in Japan Inquisitoren auf Christen – und ganz besonders auf Priester – ein Kopfgeld ausgesetzt haben. Zunächst verstecken sie sich in einer Hütte, werden aber durch ihre Unvorsichtigkeit von Bewohnern aus einem anderen Dorf entdeckt. Während Francisco im Dorf Tomogi bleibt, reist Sebastião alleine dorthin, um den Glauben zu verbreiten. Er erfährt, dass Kichijiros gesamte Familie getötet wurde und er nur überlebte, weil er vor seinen Verfolgern dem Christentum abschwor.
In Tomogi haben die Inquisitoren mittlerweile mehrere Dorfbewohner festgenommen und verlangen entweder den Tod von vier Konvertiten oder die Auslieferung der Jesuiten. Auf die Frage der Konvertiten, wie sie am besten auf die Drohungen der Inquisitoren reagieren sollen, meint Sebastião, dass sie abschwören sollen. Francisco lehnt dies strikt ab. Schließlich werden drei standhafte Dorfbewohner an Holzkreuze am Meeresufer gefesselt und durch die Flut getötet. Sebastião und Francisco beschließen, Japan auf getrennten Wegen wieder zu verlassen.
Sebastião wählt den Weg über das Festland, abseits der Dörfer. In der Einsamkeit beginnt er, an seinem Glauben zu zweifeln, und hat eine Vision von Jesus. Schließlich trifft er Kichijiro wieder, wird aber von ihm an den Inquisitor Inoue verraten und festgenommen. Dessen Männer bringen Sebastião zusammen mit anderen konvertierten Christen in ein Gefängnis in Nagasaki.
Inoue ist der Meinung, dass das Christentum nicht nach Japan passe. Er sieht dessen Bekämpfung als unangenehme, aber notwendige Aufgabe an. Als Zeichen für die Abkehr vom christlichen Glauben verlangt er von den Konvertiten, mit dem Fuß auf ein Bild Jesu zu treten. Sebastião ist nicht bereit, die Christen dazu aufzufordern. Er wird an die Küste gebracht, wo mehrere Konvertiten in Gegenwart des ebenfalls gefangen genommenen Francisco ertränkt werden. Francisco ertrinkt bei dem Versuch, dies zu verhindern.
Sebastião trifft schließlich auf Ferreira, der inzwischen unter japanischem Namen in einem buddhistischen Kloster lebt. Ferreira verleugnet das Christentum und unterrichtet die Buddhisten in Astronomie. Außerdem schreibt er an einem Buch, in dem er die Fehler des Christentums aufzeigt. Sebastião verachtet ihn dafür.
Die noch lebenden Konvertiten werden einer speziellen Folter unterzogen, bei der man die Menschen kopfüber in eine Grube hängt und eine blutende Wunde am Hals zufügt, um die Qual bis zum Tod zu verlängern. Inoue verlangt als Bedingung für ihre Begnadigung, dass Sebastião dem Christentum abschwört und ebenfalls auf das Jesusbild tritt. Auch Ferreira redet auf ihn ein. Sebastião weigert sich zunächst, hat dann aber eine Vision, in der Jesus sagt, er dürfe dies tun. Sebastião tritt auf das Bild, und die Konvertiten werden begnadigt.
Sebastião nimmt einen japanischen Namen an. Seine und Ferreiras Aufgabe ist es nun, Handelsgüter der Niederländer auf christliche Symbole zu prüfen. Regelmäßig muss Sebastião schriftlich bezeugen, dass er kein Christ mehr ist. Ihm werden eine japanische Ehefrau und der Name ihres verstorbenen ersten Ehemannes zugewiesen. Als ihn Kichijiro aufsucht, um seine Sünden zu beichten, weigert sich Sebastião, da er sich nicht mehr als Pater sieht. Kichijiro wird trotzdem festgenommen, als man ein christliches Amulett bei ihm findet. Nach vielen Jahren stirbt Sebastião und wird nach buddhistischem Brauch bestattet. Seine Witwe steckt dem Leichnam vor der Verbrennung ein Messer zu. Vor allen verborgen trägt er in seinen Händen ein Kreuz, das ihm ein japanischer Christ am Beginn seiner Reise geschenkt hatte.

## Hintergrund

### Historischer Hintergrund
Japan war in der Edo-Zeit unter dem damaligen Herrscher Toyotomi Hideyoshi zunächst neuen religiösen Strömungen gegenüber relativ offen. Die Portugiesen, denen die „Nutzung“ Japans im Vertrag von Tordesillas zugesprochen worden war, trieben regen Handel, und die Jesuiten machten sich vor allem als Übersetzer unentbehrlich. Vor allem viele einfache Japaner wurden friedlich zum Christentum bekehrt, da Christen ungeachtet des sozialen Standes ein Aufstieg in den Himmel in Aussicht gestellt wurde – eine Revolution im strikten Ständesystem Japans, in dem insbesondere die Bauern kaum Rechte besaßen. Auch einige ranghohe Feudalherren (Daimyō) übernahmen den christlichen Glauben, der trotzdem eine Religion der unteren Bevölkerungsschichten blieb.
Ein Großteil der japanischen Feudalherren blieb dem Christentum gegenüber misstrauisch, da die Anerkennung der Kirche als höchster Autorität als Angriff auf die bisherige japanische Machtordnung betrachtet wurde. Dieses Misstrauen erhielt durch den in Japan gestrandeten englischen Seefahrer William Adams weitere Nahrung. Adams, der als Engländer und Protestant das katholische Portugal als feindliches Land betrachtete, klärte Tokugawa Ieyasu, den späteren Alleinherrscher Japans, darüber auf, dass Portugal bereits in der Vergangenheit das Christentum genutzt habe, um die Einwohner fremder Länder gegeneinander aufzuhetzen, um diese Länder am Ende schließlich ganz zu kontrollieren.
Tokugawa reagierte mit der Abschließung Japans, was sich zunächst vor allem gegen die Spanier und Portugiesen richtete. Lediglich den Angehörigen der niederländischen Ostindien-Kompanie wurde der Aufenthalt auf einer kleinen, streng abgeriegelten Insel gestattet, da die Niederländer nur am Handel interessiert waren und keine Ambitionen hegten, ihr lukratives Geschäft durch Bekehrungsversuche oder Einmischungen in die japanische Politik zu gefährden. Nach dem christlich geprägten Shimabara-Aufstand wurde auch das Christentum verboten.
Christen mussten zurückkonvertieren oder wurden getötet. Um Christen aufzuspüren, zogen bewaffnete Truppen durchs Land, die alle Einwohner eines Dorfes zwangen, z. B. auf ein Bild der Jungfrau Maria zu treten, was katholischen Christen als Sakrileg galt. Binnen kurzer Zeit wurden tausende Konvertiten getötet und der Rest in den Untergrund getrieben. Die Kakure Kirishitan konnten ihre Religion nur noch im Verborgenen ausüben. Bei Entdeckung durch die Obrigkeit drohte die Hinrichtung der gesamten Familie. Trotzdem blieb das Christentum in kleinen Enklaven lebendig, wobei sich im Laufe der Jahre eine abgewandelte Liturgie und eigene Gebete entwickelten.

### Entwicklung
Silence basiert auf dem Roman Chinmoku (1966) des japanischen Autors Endō Shūsaku. Der Roman basiert lose auf historischen Ereignissen. Pater Cristóvão Ferreira lebte von 1580 bis 1650 und legte nach Folterungen in Japan seinen christlichen Glauben ab. Die Figur von Sebastião Rodrigues basiert auf der Person des italienischen Jesuiten Giuseppe Chiara, der in Japan tätig war.
Chinmoku wurde zum ersten Mal 1971 in Japan von Masahiro Shinoda verfilmt, jedoch nicht im Ausland veröffentlicht. Anfang der 1990er-Jahre zeigte sich Martin Scorsese an einer Neuverfilmung interessiert und verfolgte seitdem das Projekt. Damals sagte er zum Roman:

Silence is just something that I’m drawn to in that way. It’s been an obsession, it has to be done.

„Silence zieht mich in einer bestimmten Weise an. Ich bin wie besessen [von dem Projekt] und muss es verwirklichen.“

Nachdem das Projekt eine Zeit lang auf Eis gelegen hatte, nahm Scorsese es ab 2009 aktiv wieder auf und führte Gespräche mit Schauspielern wie Daniel Day-Lewis, Benicio del Toro und Gael García Bernal. Danach widmete er sich jedoch zunächst wieder anderen Projekten wie Shutter Island (2010) und Hugo Cabret (2011).

### Produktion
Im April 2013 wurde schließlich bekannt gegeben, dass die Produktion an Silence nach 23 Jahren endlich begonnen habe. Bereits im Mai 2013 wurden Andrew Garfield und Ken Watanabe für den Film gecastet; letzterer musste das Projekt jedoch kurze Zeit darauf wieder aufgeben und wurde durch Tadanobu Asano ersetzt.
Der Film hatte ein vergleichsweise knappes Budget von geschätzten 50 Millionen US-Dollar, was dazu führte, dass Teile der Crew, wie Produzent Irwin Winkler, für den Mindestlohn arbeiteten. Zudem wurde nach einem günstigen Drehort gesucht, um das Japan des 17. Jahrhunderts darzustellen. Die Wahl fiel auf die taiwanische Hauptstadt Taipeh, wo der Film vom 30. Januar bis zum 15. Mai 2015 gedreht wurde. Im Rahmen der Aufbauarbeiten kam es am 28. Januar 2015 zu einem Unfall am Set, bei dem ein Arbeiter starb und zwei weitere verletzt wurden.

### Veröffentlichung
Der Film feierte seine Premiere am 29. November 2016 in der Vatikanstadt. Dabei wurde Scorsese im Apostolischen Palast von Papst Franziskus empfangen. Zur Premiere lud Scorsese rund 300 Mitglieder des Jesuitenordens ein.

## Besetzung und Synchronisation
Die Film- & Fernseh-Synchron übernahm die deutsche Vertonung. Clemens Frohmann führte die Dialogregie und Michael Schlimgen schrieb das Dialogbuch.
| Rolle                      | Schauspieler      | Synchronsprecher      |
| -------------------------- | ----------------- | --------------------- |
| Pater Sebastião Rodrigues  | Andrew Garfield   | Louis Thiele          |
| Pater Francisco Garupe     | Adam Driver       | Robert Glatzeder      |
| Dolmetscher                | Tadanobu Asano    | Matthias von Stegmann |
| Pater Alessandro Valignano | Ciarán Hinds      | Jürgen Heinrich       |
| Pater Cristóvão Ferreira   | Liam Neeson       | Bernd Rumpf           |
| Mokichi                    | Shin’ya Tsukamoto | Fumio Okura           |
| Ichizo                     | Yoshi Oida        | Chiaki Ikuta          |
| Kichijiro                  | Yōsuke Kubozuka   | Yusuke Yamasaki       |

## Auszeichnungen (Auswahl)
Rodrigo Prieto wurde 2017 für den Oscar in der Kategorie Beste Kamera nominiert. Das in New York ansässige National Board of Review zeichnete Jay Cocks und Martin Scorsese 2016 in der Kategorie Bestes adaptiertes Drehbuch aus und wählte den Film außerdem unter die zehn besten des Jahres.

## Kritik
„Verfilmung des Romans von Endō Shūsaku, mit der Martin Scorsese anspruchsvoll Fragen um Glauben und Zweifel diskutiert und so eine Brücke zu seinem eigenen Werk schlägt. Der visuellen Brillanz und der perfekten Ausstattung des Films stehen ein nicht immer stimmiger Erzählrhythmus und eine zu lange Einführung gegenüber, was angesichts der Einlassung auf das Thema einer rücksichtslosen Verfolgung religiöser Anschauungen aber nicht gravierend ins Gewicht fällt.“